# الاحتفال الإسباني
الاحتفال الإسباني (فِزتفال) هو المهرجان الإسباني التلفزيوني والإذاعي السنوي الرئيسي الذي يقام في مدينة فيتوريا غاستيز في إقليم الباسك بشمال إسبانيا، هذا المهرجان هو مبادرة من قِبل "الرابطة الثقافية فيلا 2" بدأ في عام 2009 ويستمر خلال الأسبوع الأول من سبتمبر، يتميز برنامج المهرجان بمعاينات للعروض الجديدة والعروض الخاصة ومناقشات المائدة المستديرة وحفل يتم فيه تسليم جوائز Joan Ramón Mainat و Crítics. تستضيف الحدث EITB خدمة البث العامة في إقليم الباسك، كما تشمل شبكات التلفزيون والإذاعة الإسبانية المشاركة TVE وAntena 3 و Cuatro و Telecinco و La Sexta و Canal وقناة Disney.

## افتتاحية
قررت منظمة FesTVal وعائلته وضع هذا الاسم في الجوائز الممنوحة في هذا المهرجان تكريما لجوان رامون ماينات.
توفي الصحفي جوان رامون ماينات في عام 2004. وقد كان منتجًا مبدعًا وتنفيذيًا لـ Gestmusic، ولد في ماتارو (برشلونة) عام 1951 ودرس الفلسفة والأدب في جامعة برشلونة، خلال شبابه شارك في منظمات المهرجانات الموسيقية (SIS Hours of Canzó ،Canet Rock).
كان قد عمل في (El Noticiero Universal و El Correo Catalán و World Journal و Tele / Express و Catalunya Express)، كما كان مديرًا لبرامج Radio Nacional de España و TVE في كاتالونيا وكان مسؤولاً عن برمجة Tele-Expo والمدير الإبداعي للإنتاج وراء الكواليس. بدأ في عام 1996 في Gestmusic كمنتج إبداعي وبمجرد وصوله إلى هناك شارك في إنشاء (Operación triunfo و Crónicas marcianas و Lluvia de estrellas و Esos locos bajitos و Moros y cristianos و Un siglo de canciones و La parodia nacional و Canciones de nuestra vida) من بين العديد من البرامج الأخرى.
نظرًا لمسيرته المهنية الممتازة كرؤية ناجحة وإبداع وإنتاج التلفزيون قررت المنظمة وضع اسمه في الجوائز الممنوحة.

## المشاركون
مهرجان التليفزيون والإذاعة في فيتوريا جاستيز مفتوح أمام جميع القنوات الإذاعية والتلفزيونية الراغبة في المشاركة فيه. مع مرور الوقت في هذه الإصدارات الثلاثة شاركوا جميعًا بالإضافة إلى (Canal + وClan TVE وFOX و Paramount Comedy و BIO).
تم تضمين EITB القناة المضيفة للحدث ومنظم جميع الأحداث التي تم إجراؤها خلال فترة المهرجان في المسابقة أيضًا.

## الجوائز
نظرًا لأن الهدف الرئيسي للمهرجان هو زيادة الوعي بالمنتجات الجديدة فقد قررت المنظمة عدم إجراء مسابقة في عروض وقت الذروة للبرامج التلفزيونية المختلفة، إلا أن لجنة من الأسماء المشهورة في النقد والتحليل التلفزيوني قررت بأنها ستمنح جوائز لأفضل البرامج والمحترفين في منتصف الموسم الماضي (سبتمبر 2010 إلى يونيو 2011).
سيتم تسليم الجوائز في 3 سبتمبر خلال حفل الافتتاح في مسرح برنسبل في فيتوريا جاستيز، كما سيحصل على جائزة "EiTB Saria".
كانت هيئة المحلفين على مدى العامين الماضيين هي: (رامون كولوم وفيكتور إميلا وخوان كوز وبيبي كولوبي وروزا بيلمونتي).

## الإصدار الأول (2009)
- برنامج رؤيا العام: سامانتا فيلار عن "21 días".
- برنامج ممتع: "23-F: el día mas difícil del rey".
- برنامج للتسلية: "Muchachada Nui".
- برنامج حالي:  "Callejeros".
- مسلسل درامي: "Águila roja".
- كوميديا: "دكتور ماتيو".

جوائز جوان رامون ماينات: (جوان رامون ماينات وماريا تيريزا كامبوس وبيبي دومينغو كاستانو).

## الإصدار الثاني (2010)
- أفضل منتج لهذا العام:  "Gran reserva".
- مجال اكثر تشويقاً: Redes" Eduard Punset".
- مجال يومي: "Reporteros Cuatro. REC" جون سيستياغا.
- مجال التسلية: "El Intermedio" and "La hora de José Mota".
- اكتشاف العام: المسلسل الدرامي "Los Protegidos".

جوائز جوان رامون ماينات: (خيسوس فاسكيز وجوليا أوتيرو وغران هيرمانو).

## الإصدار الثالث (2011)
- أفضل منتج لهذا العام: "Crematorio"
- مجال الأكثر تشويقاً: "La mitad invisible"
- مجال يومي: "Ana Pastor".
- مجال التسلية: "La que se avecina".
- اكتشاف العام: مسلسل روائي: "Hispania".
- إشارة خاصة إلى هيئة المحلفين كترفيه: "Atrapa un millón".

جوائز جوان رامون ماينات: (ماتياس براتس وآنا روزا كوينتانا ولويس ديل أولمو).

## أنظر أيضاً
- قائمة المهرجانات التلفزيونية

## روابط خارجية
- الموقع الرسمي

- صور حفل ختام FesTVal 2011 على موقع El Correo